# Прокопий Устюжский
Проко́пий У́стюжский (Прокопий Лю́бекский, нем. Prokopius von Ustjug und Lübeck) (?), Любек (?) — 8 июля 1303, Великий Устюг) — блаженный (юродивый во Христе) чудотворец, святой Русской православной церкви.

## Жизнеописание
Мирское имя, фамилия, дата и место рождения точно не установлены. Согласно житию, происходил из варягов. Согласно исследованиям церковного историка-белоэмигранта о. Стефана Ляшевского, Прокопий происходил из знатного рода любекских купцов-патрициев. Архангельский публицист и краевед Владимир Станулевич, опираясь на исследования Ляшевского, отождествляет его с любекским ганзейским купцом Якобом Посхарстом, или Потхарстом (Jacob Potharst), выходцем из знатного прусского рода.
После смерти отца, который погиб в одном из сражений пруссов с немцами, он вынужден был, по-видимому, покинуть Пруссию. Погрузив свои богатства на корабли, он отправился в Великий Новгород. В то время морской путь из Любека в Новгород являлся привычным маршрутом ганзейских купцов. В Новгороде располагалась контора-филиал Ганзы — новгородский Немецкий двор.
Прибыв около 1243 года на кораблях с товарами в Великий Новгород, он был  поражён множеством и красотой церквей и монастырей, доброгласным звоном многочисленных колоколов, набожностью и усердием народа к церковным службам.

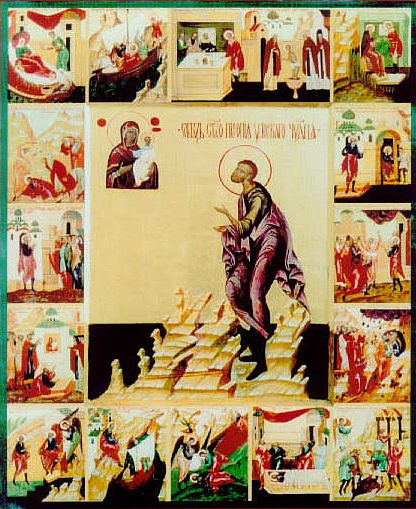
Икона праведного Прокопия с житием
(1669 год, Великий Устюг, Краеведческий музей)

Любознательный молодой человек посетил храм Святой Софии и другие церкви и монастыри. Желая подражать подвигу иноков, он раздал все свои товары и завещанное ему отцом имущество городским нищим и бедным; пожертвовал его часть в незадолго до этого основанный (1192) Варлаамо-Хутынский монастырь.
Здесь его наставником был старец Варлаам Прокшинич, который во всем подражал основателю обители Варлааму Хутынскому (†1192 г.)
После того, как Прокопия за праведную жизнь стали почитать новгородцы, он начал юродствовать:

«В день убо яко юрод хождаше, в нощи без сна пребываше, и моляшеся непрестанно Господу Богу» (Житие Прокопия, С. 16).

Позже он удалился из Новгорода, где его стали прославлять за нестяжательство, в Великий Устюг, где жил на паперти храма Успения Божией Матери.
Жил на подаяние, был одет в рубище. Спал блаженный обычно на сырой земле, на куче мусора или на камнях. Утешением для блаженного Прокопия была праведная чета — Иоанн Буга (принявший православие ханский баскак) и жена его Мария, а другом и собеседником — блаженный Киприан, основатель Устюжской обители в честь Архистратига Михаила.

## Чудо святого Прокопия

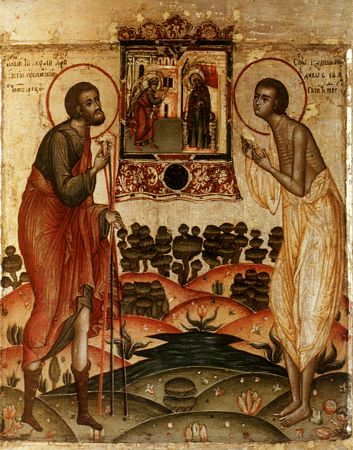
Моление Прокопия и Иоанна Устюжских иконе Благовещения

В 1290 году, согласно житию, Прокопий предвидел стихийное бедствие — сильную бурю с грозой, лесными пожарами и смерчем большой разрушительной силы, явившимися следствием падения метеорита в 20 верстах от Великого Устюга. За неделю до падения метеорита Блаженный Прокопий начал ходить по городу, призывая со слезами жителей Великого Устюга каяться и молиться, чтобы Господь избавил город от участи Содома и Гоморры. В течение недели праведник предупреждал о скором суде Божием, но ему никто не верил. Когда же разразилась буря, жители бросились в самое укрепленное и безопасное здание города — соборный храм, где застали молящегося за них и за спасение города Прокопия.
Церковное предание считает, что Прокопий молился перед древней иконой Благовещения, перенесённой позднее в Москву. В честь этой иконы, получившей название «Устюжское Благовещение», в Русской церкви 8 июля (по юлианскому календарю) установлено празднование — «Знамение от иконы Божией Матери Благовещения во граде Устюге». Однако исторические данные не подтверждают присутствие данной иконы в Устюге.

## Канонизация
Прокопий прожил в юродстве 60 лет. После смерти он был причислен к лику православных святых. Церковное прославление блаженного Прокопия совершилось на Московском Соборе в 1547 году, память ему была установлена 8 июля (по юлианскому календарю).

Прокопий Устюжский стал исторически первым святым, прославленным Церковью в лике юродивых. В 50-е годы XVI века, то есть много спустя после преставления святого, сыном игумена Сольвычегодского монастыря Дионисия составлена была «Повесть о подвигах и чудесах Прокопия Устюжского юродивого», содержавшая рассказы о 19 посмертных чудесах святого, но не излагавшая его последовательной биографии, и лишь в середине XVII столетия на основании неё и устных преданий появляется окончательная редакция жития, в которой описываются уже 28 чудес, в том числе связанные с освобождением Устюга от польско-литовских интервентов в Смутное время. По замечанию В. О. Ключевского, житие это, к сожалению, «плохо написанное, составленное из отдельных эпизодических рассказов, имеющих очень мало литературной связи…» Предания о Прокопии и его чудесах, считает историк, «начали записывать уже во второй половине XV века, когда в Устюге построили церковь во имя блаженного (1471 г.) и начали местно праздновать его память». К 70-м годам XV столетия относит местную канонизацию Прокопия историк русской церкви Е. Е. Голубинский, в 1547 году она была лишь узаконена. По тексту самого «Жития Прокопия» можно определить источники, по которым оно составлено: 

«Аз окаянный написах о житии и чудесех его втайне и сия предах Божиим церквам, а иное имех у себе и церковные повестницы за много лет, свитцы писанные приготовани быша про такова свята мужа».

Даже в окончательной своей редакции «Житие Прокопия Устюжского» характеризуется отрывочностью изложения, хронологической непоследовательностью и отсутствием сюжетной связи между отдельными главами. Анализ его текста выдаёт следы влияния византийского «Жития Андрея Юродивого» (X в.), особенно в описании страданий подвижника от мороза.

## Память о святом
- В честь святого назван город Прокопьевск[уточнить].

- В Германии существует четыре храма в честь Святого Прокопия Устюжского и Любекского[6].

## Издания
- Житие преподобного Прокопия Устюжского. — СПб., 1893.
- Жития святых, изложенные по руководству четьи-миней свят. Димитрия Ростовского. — М., 1904.
- Житие святого праведного Прокопия, Христа ради юродивого, Устюжского чудотворца. Aрхеогр. и текстол. подг., пер. Л. И. Щеголева. Сост.: С. В. Завадская. — М., 2003.
- Власов А. Н. Житийные повести и сказания о святых юродивых Прокопии и Иоанне Устюжских. — СПб.: Изд-во Олега Абышко, 2010. — 640 с. — ISBN 978-5-903525-42-3.